# Try Sothavy
Try Sothavy (ur. 15 marca 1982) – kambodżańska zapaśniczka walcząca w stylu wolnym. Zajęła dwudzieste miejsce na mistrzostwach świata w 2006. Srebrna medalistka igrzysk Azji Południowo-Wschodniej w 2009 i brązowa w 2005 i 2007. Ósma na igrzyskach azjatyckich w 2006; jedenasta w 2010 roku.